# Arben Kingji

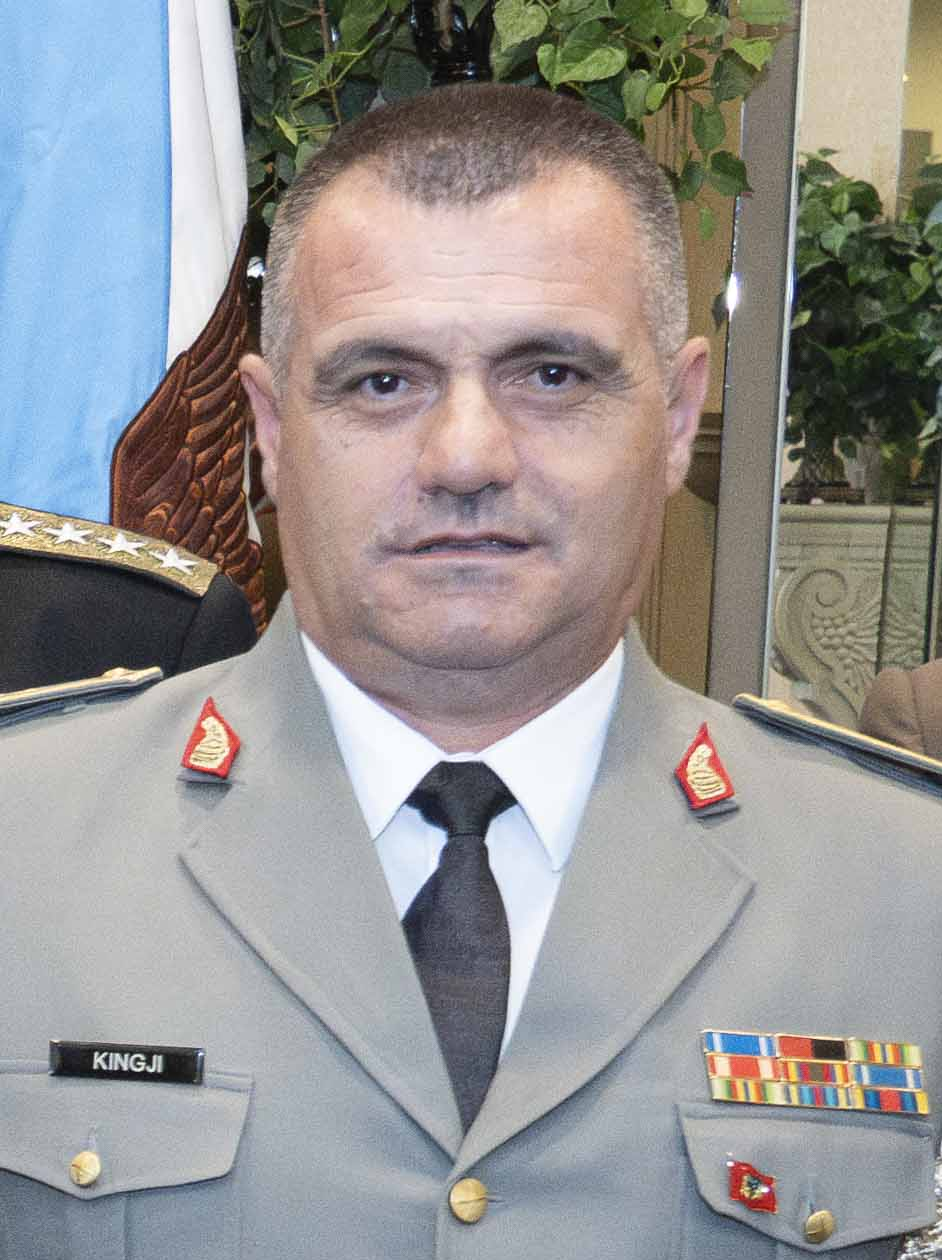
Arben Kingji (2024)

Arben Kingji (* 22. Dezember 1970 in Kukës) ist ein albanischer Offizier im Rang eines Generalmajors. Seit 2022 ist er Oberbefehlshaber der Forcat e Armatosura të Shqipërisë, der Streitkräfte Albaniens.

## Leben
Arben Kingji wurde 1970 in Kukës, einer albanischen Kleinstadt in der Grenzregion zum Kosovo, geboren.

### Militärische Laufbahn
Nach dem Abschluss der Militärakademie im Jahr 1993 war Arben Kingji zunächst als Zugführer bei der Einheit 9001 tätig. In den nächsten Jahren folgten verschiedene Aufgaben und Weiterbildungen. Er war Kommandant unterschiedlichster Einheiten und Militärattaché in Rumänien. Zudem nahm er an mehreren Auslandseinsätzen der albanischen Streitkräfte in Afghanistan (2003, 2009, 2012) und im Irak (2006) teil.
Im September 2020 wurde Arben Kingji zum Brigadegeneral befördert und übernahm im Oktober desselben Jahres den Befehl über das albanische Heer. Nachdem Bajram Begaj zum Staatspräsidenten gewählt worden war, übernahm Kingji im August 2022 die vakant gewordene Stelle des Stabschefs und militärischen Befehlshaber der Streitkräfte des Landes. Im Juni 2023 wurde er zum Generalmajor befördert.

### Privates
Der General ist verheiratet und Vater von zwei Kindern. Neben seiner Muttersprache beherrscht er Englisch und Türkisch.